# Buchberg (Mecklenburg)

Ligging van de voormalige gemeente Buchberg

Buchberg was een gemeente in de Duitse deelstaat Mecklenburg-Voor-Pommeren en maakte deel uit van de Landkreis Ludwigslust-Parchim. De gemeente ontstond op 13 juni 2004 uit de fusie van de toenmalige gemeenten Gnevsdorf en Retzow. Ze werd naar de hoogste berg, de Buchberg, genoemd en telde eind 2012 494 inwoners. Op 25 mei 2014 werd de gemeente opgeheven en fuseerde ze met Ganzlin en Wendisch Priborn tot een nieuwe gemeente Ganzlin.

Wapen van de gemeente Buchberg